# ESTiOuPi
eSTiOuPi – album zespołu Konopians, wydany w 2011 roku.

## Historia
Album został nagrany przez pochodzący z Zagłębia zespół Konopians, wykonujący muzykę zaliczaną do gatunków reggae oraz ska. Płyta zawiera 12 autorskich utworów. Piosenki z albumu wykonywane były m.in. podczas 10. edycji Ostróda Reggae Festiwal.

## Lista utworów
1. Fala
2. Reggae Oryginal
3. Bam! Bam! Boom! (wszędzie słychać)
4. Daj Spokój Man
5. Uthopia
6. Psychouliczny Haj
7. S.T.O.P
8. Menicure, Pedicure, Reggae
9. Drabina
10. Dusze Się
11. Na Krawędzi
12. Uciekamy